# …Suki ×××/Jyunni ji mae no Tsuderella
Singles
Watashi iro / Bokura Style
(2009) Hontouso / Sukirai
(2011)
…Suki ×××/Jyunni ji mae no Tsuderella est le 16esingle de Misono sorti sous le label Avex Trax le 5 mai 2010 au Japon.
Il atteint la 15e place du classement de l'Oricon, restant classé pendant 2 semaines, pour un total de 6 700 exemplaires vendus. Il sort en format CD, CD+DVD avec une version fan-club.
Jyunni ji mae no Tsuderella 〜Piano Ver.〜 a été utilisé comme thème musical pour la série HIRUOBI!, sur TBS.
Jyunni ji mae no Tsuderella et …Suki ××× se trouvent sur l'album Me.

## Liste des titres
Toutes les paroles sont écrites par Misono.
| 1. | ...Suki ××× (｢・・・好き×××｣) | 伊橋成哉, Susumu Nishikawa     | 4:20 |
| 2. | Jyunni ji mae no Tsuderella 〜Piano Ver.〜 (0時前のツンデレラ)                                                                                 | 伊橋成哉, Akira Murata         | 4:54 |
| 3. | 「Kimi to Watashi no Uta」 ~Misono to Ninin Sankyaku! Partner ver.~ (seulement CD fan-club) (「君と私のうた」～Misonoと二人三脚! パートナー～) | Kohmi Hirose, Susumu Nishikawa | 3:46 |
| 4. | Music Letter ~Misono to Ninin Sankyaku! Partner Ver.~ (seulement CD+DVD fan-club) (Misonoと二人三脚! パートナー)                               |                                | 6:16 |
| 5. | ...Suki ××× (instrumental) (｢・・・好き×××｣)                                                                                                   | 伊橋成哉, Susumu Nishikawa     | 4:20 |
| 6. | Jyunni ji mae no Tsuderella 〜Piano Ver.〜 (instrumental) (0時前のツンデレラ)                                                                  | 伊橋成哉, Akira Murata         | 4:51 |

| 1. | ...Suki ××× (｢・・・好き×××｣) |  |
| 2. | Jyunni ji mae no Tsuderella 〜Piano Ver.〜 (0時前のツンデレラ) |  |
| 3. | Misono and the Three-legged Race! Partner Recruiting Audition ~First, Second, Third Volume Review~ (seulement CD+DVD fan-club) (Misonoと二人三脚!パートナー募集オーディション 〜第1次・2次・3次審査の巻〜) |  |
| 4. | ...Suki ×××/Jyunni ji mae no Tsuderella 〜Piano Ver.〜 ~TV Spot 15 Seconds + 30 Seconds~ (｢・・・好き×××｣ / 0時前のツンデレラ)                                                                             |  |